# Artavasdes III
Artavasdes III (em latim: Artavasdes; em armênio/arménio: Արտաւազդ; romaniz.: Artawazd) foi um rei da Arménia e da Média Atropatene.

## Nome
Artavasdes, Artoasdes ou Artabazo (Artabazus) são as formas latinas do armênio Astavasde (em armênio/arménio: Արտաւազդ, Artawazd), que derivou do avéstico Axavasda (Ašavazdah-), "aquele que promove a justiça", através do iraniano antigo *Artavasda (*Artavazdah). Foi registrado em persa médio como *Ardevaste (*Ard-vast), em grego como Artabasdo (Αρτάβασδος, Artábasdos), Artauasdes (Αρταουάσδης, Artaouásdēs), Artabazes (Αρτάβαζης, Artábazēs) e Artabazo (Αρτάβαζος, Artábazos) e em árabe como Artabatus (em árabe: ارتاباتوس).

## Vida
Segundo K. Schippmann, ele foi filho e sucessor de Ariobarzanes II de Atropatena, tanto na Arménia quanto em Atropatena. Foi assassinado em 19 ou 20. Com sua morte, termina o período em que a Arménia foi governada pela dinastia fundada por Atropates em Atropatena. Tácito não menciona Artavasdes: após citar que Ariobarzanes foi tolerado pelos armênios e morreu num acidente, diz que os armênios não tiveram a mesma tolerância com sua família, e que experimentaram o governo de uma rainha, Erato.